# خانواده کزیک

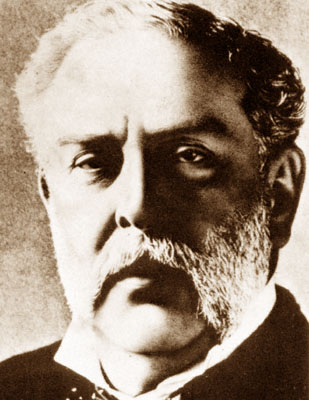
ویلیام کزیک، پدیدآورنده خانواده کزیک

خانواده کزیک (به انگلیسی: Keswick family) خانواده کارآفرین اسکاتلندی است، که اعضای آن در حوزه‌های بازرگانی، بانکداری، بیمه، کشتیرانی، خرده‌فروشی، املاک و مستغلات فعالیت می‌کنند. خانواده کزیک هم‌اکنون مالک شرکت جاردین ماتسون می‌باشند و از طریق آن، مالکیت بیش از ۲۰۰ بانک و موسسه مالی، شرکت تابعه، زیرمجموعه و فرعی را در اختیار دارند، که برای نمونه می‌توان به: جاردین سایکل اند کریج، جاردین استراتژیک، هنگ کنگ لند، هنگ کنگ اند شانگهای بانکینگ کورپوریشن و شرکت بیمه اچ‌اس‌بی‌سی اشاره کرد. این خانواده همچنین سهام قابل توجهی در شرکت آیکیا و بانک اچ‌اس‌بی‌سی دارا می‌باشند.
ویلیام کزیک، بنیانگذار خانواده کزیک می‌باشد، که در سال ۱۸۳۴ در اسکاتلند زاده شد. مادربزرگ وی، جین کزیک؛ تنها خواهر ویلیام جاردین؛ بنیانگذار شرکت جاردین ماتسون بود.
امروزه نسل پنجم از خانواده کزیک، کنترل شرکت جاردین ماتسون را در اختیار دارند. بنجامین کزیک مدیر عامل	 و سر هنری کزیک ریاست هیئت مدیره این شرکت را در اختیار دارند. از اعضای شناخته شده خانواده کزیک همچنین می‌توان به سایمون کزیک اشاره نمود. وی هم‌اکنون رییس هیئت مدیره شرکت هنگ کنگ لند می‌باشد.